# Sebastian Zier
Sebastian Zier (* 25. Februar 1977 in Furtwangen) ist ein deutscher Koch.

## Werdegang
Nach der Ausbildung wechselte Zier 2001 zum Restaurant „Le Cerf“ in Marlenheim in Frankreich und 2002 zur „Burg Staufeneck“ in Salach. 2002 ging er zu Harald Wohlfahrt in die „Schwarzwaldstube“ in Baiersbronn. Ab 2005 arbeitete er im Hotel „Traube Tonbach“ in Baiersbronn. 2007 wechselte er ins Restaurant „Schlossstern“ im Schloss Velden in Österreich.
Von 2010 bis 2014 war er Küchenchef im Restaurant „La Mer“ auf Sylt, das im Guide Michelin seit der Ausgabe 2012 mit zwei Sternen ausgezeichnet wurde. Kurz nach der Bestätigung der Sterne wurde das Restaurant am 5. Januar 2015 geschlossen.
Seit April 2015 ist er gemeinsam mit Moses Ceylan Küchenchef im Restaurant Einstein Gourmet im Hotel Einstein St. Gallen. Seine Küchenbrigade und Maître Stephan Nitzsche zogen mit. Das Restaurant wurde 2015 mit einem, 2017 zwei Michelinsternen ausgezeichnet.

## Auszeichnungen
- 2010: Aufsteiger des Jahres, Der Feinschmecker[5]
- 2010: Entdeckung des Jahres, Gault Millau 2011[6]
- 2011: Zwei Michelin-Sterne im Guide Michelin 2012 für das Restaurant La Mer
- 2017: Zwei Michelin-Sterne im Guide Michelin 2018 für das Restaurant Einstein Gourmet
- 2018: 18 Punkte Gault-Millau im Gault-Millau Guide 2019 für das Restaurant Einstein Gourmet
- 2018: Aufsteiger des Jahres 2019 im Gault-Millau Guide 2019 für Sebastian Zier und Moses Ceylan (Einstein Gourmet)
- 2018: Aufsteiger des Jahres 2019 im ARAL Schlemmer-Atlas für Sebastian Zier und Moses Ceylan (Einstein Gourmet)